# Santa María Coatepec
Santa María Coatepec es una localidad del estado mexicano de Puebla. Es parte del municipio de San Salvador el Seco.

## Toponimia
El nombre «Santa María» hace referencia a la santa patrona de la localidad: María de Nazaret. El nombre «Coatepec» proviene de los términos en náhuatl Cuauhtla, arboleda; tepetl, cerro, c, locativo. Su significado es «el cerro arbolado».

## Demografía
| Gráfica de evolución demográfica |
|                                  |

| Censo | Población |
| ----- | --------- |
| 1900  | 870       |
| 1910  | 1 122     |
| 1921  | 1 144     |
| 1930  | 1 420     |
| 1940  | 1 263     |
| 1950  | 1 734     |
| 1960  | 2 039     |
| 1970  | 2 796     |
| 1980  | 4 530     |
| 1990  | 4 787     |
| 1995  | 5 251     |
| 2000  | 5 176     |
| 2005  | 5 242     |
| 2010  | 5 524     |
| 2020  | 5 570     |